# Uruch
Uruch (rusky Урух) je řeka na Severním Kavkaze v Kabardsko-balkarské republice v Rusku. Je 104 km dlouhá od pramene zdrojnice Kizilkol. Povodí má rozlohu 1280 km². Na horním toku se nazývá Charves (rusky Харвес).

## Průběh toku
Pramení z ledovců Hlavního (Rozvodňového) hřebene Velkého Kavkazu. Na horním toku protéká horskými soutěskami. Na dolním toku teče kopcovitou krajinou. Ústí zleva do Těreku (povodí Kaspického moře).

## Vodní stav
Zdrojem vody jsou převážně ledovce a voda z tajícího sněhu. Průměrný průtok vody ve vzdálenosti 47 km od ústí činí 20,2 m³/s. Zamrzá v prosinci a rozmrzá v březnu. K nejvyšším vodním stavům dochází v létě, zatímco v zimě je hladina vody nižší.

## Využití
Využívá se k plavení dřeva a na zavlažování (Digorský zavlažovací kanál).